# Ali Jalali
 (août 2021).
Ali Ahmad Jalali (en pachto / Dari, né en 1940) est un homme politique, diplomate et universitaire afghan,,. Jalali est ministre de l'Intérieur de janvier 2003 à septembre 2005.

## Carrière
Jalali est un ancien colonel de l' armée nationale afghane et l'un des principaux planificateurs militaires de la résistance afghane à la suite de l'invasion soviétique de l'Afghanistan. Il a fréquenté des collèges de commandement supérieur et d'état-major en Afghanistan, aux États-Unis, au Royaume-Uni et en Russie.
Il travaille à Voice of America à Washington, DC de 1982 à 2003. Au cours de cette période, il anime des émissions en pachto, en dari et en persan en direction de l'Afghanistan, l'Iran et l'Asie centrale. En tant que journaliste, il a couvert la guerre en Afghanistan de 1982 à 1993 et l'ancienne Asie centrale soviétique de 1993 à 2000 et a beaucoup voyagé dans la région.
Citoyen américain depuis 1987, Jalali a quitté son emploi d'animateur pour VOA afin de devenir ministre de l'Intérieur de l'Afghanistan. Jalali remplace à ce poste Taj Mohammad Wardak en janvier 2003.
En tant que ministre de l'Intérieur de l'Afghanistan post-taliban, il a créé une force de 50 000 membres de la police nationale afghane (ANP) et de 12 000 policiers des frontières pour travailler efficacement dans la lutte contre les stupéfiants, le terrorisme et les trafics. Il est également chargé de la sécurisation des élections : assemblée constitutionnelle (Loya Jirga) en 2003, élection présidentielle historique de 2004, ainsi que les élections parlementaires de 2005.
Il se consacre ensuite à des activités diplomatiques (en Allemagne) et universitaires. Spécialiste des aspects militaires de l'Afghanistan, il est professeur au Near East South Asia Center for Strategic Studies (NESA) de la National Defense University à Washington.